# Der letzte Salon – Sissy Strauss in New York und Wien
Der letzte Salon ist ein Dokumentarfilm über Sissy Strauss, die jahrelang in New York Salons für Opernstars veranstaltete. Der Film spielt hauptsächlich in der Zeit, als sie von New York nach Wien umzog. Regisseur des Films ist Joachim Dennhardt. Ein Kamerateam rund um Mario Hann, Produzent und Gründer der mediafilm, übernahm die Produktion.

## Inhalt
Ein Kamerateam begleitet Sissy Strauss während ihres letzten Salons in New York und während ihres Umzugs nach Wien. Dort wiederum wird ihr erster Salon begleitet. Gezeigt werden zudem Gespräche, die sie mit Otto Schenk und Françoise Gilot führt. Über den gesamten Film hinweg finden sich Szenen, in denen berühmte Sänger und Sängerinnen während des Salons Musikstücke (überwiegend aus Opern) interpretieren.

## Auszeichnungen
Hollywood Independent Documentary Awards
- Auszeichnung in der Kategorie „Beste Internationale Dokumentation“[3]